# 340-talet f.Kr.

## Händelser
- 343-341 f.Kr. - Första samniterkriget utkämpas.

## Födda
- 341 f.Kr. – Epikuros, grekisk filosof, grundare av epikurismen.

## Avlidna
- 347 f.Kr. - Platon, grekisk filosof, grundare av Akademin i Aten (född cirka 427 f.Kr.).